# Шабанов, Илья Владимирович
Илья́ Влади́мирович Шаба́нов (род. 13 апреля 1997, Набережные Челны, Татарстан, Россия) — российский футболист, защитник.

## Карьера
Воспитанник «Рубина», в 2013—2018 годах выступал за молодёжную команду. 22 сентября 2018 года провёл единственный матч за «Сызрань-2003» против клуба «Лада-Тольятти» (3:1). В 2019 году перешёл в чешский клуб «Влашим». В 2020 году уехал в Беларусь, где подписал контракт с гомельским «Локомотивом». В феврале 2021 года пополнил ряды клуба Высшей лиги «Славия-Мозырь». Дебютировал в элитном дивизионе 19 марта в матче против «Торпедо-БелАЗ» (0:1), на 85-й минуте заменив Ислама Тлупова. В июле покинул команду и перешёл в «Амкар». В сезоне 2022/23 защищал цвета клуба «Зенит-Ижевск».